# Pianezza
Pianezza – miejscowość i gmina we Włoszech, w regionie Piemont, w prowincji Turyn.
Według danych na rok 2004 gminę zamieszkiwało 11 237 osób, 702,3 os./km².